# تيريزا برايتون
تيريزا برايتون (بالإنجليزية: Teresa Brayton)‏ (29 يونيو 1868 - 1943)؛ كاتِبة وشاعرة أيرلندية.